# Kugoyeiski
Kugoyeiski (em russo: Кугоейский) é uma cidade rural do Oblast de Rostov localizado na Rússia.